# كاداشمان بورياش
كان كادشمان بورياش ، الذي يعني "ثقتي في بورياش ( إله العواصف الكاشي )"، حاكم مقاطعة دور كوريغالزو البابلية ، ربما في أواخر عهد مردوخ شابيك زيري ، الذي حكم حوالي ١٠٨٢-١٠٦٩ قبل الميلاد. ويُقال إنه أُسر ونُفي خلال حملة شنها الملك الآشوري آشور بل كالا عام ١٠٧٠ قبل الميلاد . 
على الرغم من أنه حمل اسمًا كاشيًا، وهو مدرج في قائمة الأسماء الكاشية البابلية، إلا أن والده كان إيتي-مردوخ-بالاتو، وهو شخص ذو اسم بابلي شائع إلى حد ما. المصدر الوحيد الموجود حاليًا الذي يشهد له هو "المسلة المكسورة"، والتي تُنسب عادةً إلى آشور-بل-كالا، والتي تصف حملته العسكرية خلال العام الذي سُمّي باسم (آشور-را'يم-نيشيشو)، والذي يُعتقد أنه كان في عامه الرابع. يذكر: "في نفس العام، في شهر شباط، انطلقت العربات و... من المدينة الداخلية (آشور) واستولت على مدينتي...-إنديشولو و...-ساندو، وهما مدينتان في مقاطعة دور-كوريغالزو، أسروا كادشمان بورياش، ابن إيتي-مردوخ-بالاتو، حاكم أرضهم.”
ربما يكون اخو الملك البابلي أداد-أبلا-إيدينا، بعض الأعمال العلمية في أواخر القرن التاسع عشر وأوائل القرن العشرين تعطي خطأً اسم كاداشمان-بورياش للملك الكيشي كاداشمان-إنليل الثاني.